# 五硼化二鎢
五硼化二鎢是一種钨化合物，化学式为W2B5，略有人體毒性。外觀呈黑色固體，現代化學製程物為粉狀，要避免吸入。

## 制备
五硼化二钨可以用2mol的钨与5mol的硼粉在真空或氩气中于1200～1300℃烧结。
硼还原三氧化钨也会得到五硼化二鎢，但同时生成一硼化钨作为副产物。

## 用途
- 医药中间体
- 軍用堅硬金屬[3]